# Безсонов Сергій Васильович
Сергі́й Васи́льович Безсо́нов (1885–1955) — професор, доктор архітектури з 1936 року, член-кореспондент Академії архітектури СРСР з 1944 року, дійсний член Академії архітектури УРСР з 1945, директор Інституту теорії та історії архітектури в Києві у 1945-1947, завідувач кафедри Московського архітектурного інституту в 1932-1955.
Автор 70 наукових праць, книг та статей з архітектури.

## Проблематика досліджень
Головна тема досліджень — історія становлення московитської (російської) архітектурної школи кінця XVII–XIX століть, формування російського класицизму і аналіз творчості його яскравих представників — Баженова, Старова, Казакова та інших.
Закінчив Казананський університет у 1910, навчавчя у Московському археологічному інституті, де працював від 1920 викладачем.